# Manuel Ernesto Malbrán
Manuel Ernesto Malbrán (* 1876 in Córdoba; † 1942 in Rom) war ein argentinischer Diplomat.

## Leben
Manuel Ernesto Malbrán heiratete María Luisa de la Lastra. Ihre Kinder waren Manuel Malbrán de la Lastra (* 22. September 1912 in Washington, D.C.; † 18. Juli 2005), María Celia Beatriz Malbrán de la Lastra und María Angélica Malbrán de la Lastra. Manuel Ernesto Malbrán trat 1909 in den auswärtigen Dienst und wurde Geschäftsträger in Lissabon.
1910 wurde er Geschäftsträger in Washington, D.C., wo sein Sohn Manuel Malbrán de la Lastra geoboren wurde.
Am 29. Juli 1913 ernannte ihn Roque Sáenz Peña zum  außerordentlichen Gesandten und Ministre plénipotentiaire in Bogota. Von 1922 bis 1928 war er Botschafter in Santiago de Chile.
Von 1928 bis 1931 war er Botschafter in Washington, D.C. Von 1931 bis 1938 war er Ambassador to the Court of St James’s. Am 7. Februar 1933, in seiner Amtszeit als Botschafter in London wurde der Pacto Roca-Runciman, geschlossen, der den Import von argentinischen Rindfleisch regelte. Ab 6. September 1938 war er Botschafter in Rom. In seiner Amtszeit als Botschafter in Rom berichtet er über die Verfolgung von Juden.